# Cubilia obscura
Cubilia obscura är en skalbaggsart som beskrevs av Aurivillius 1924. Cubilia obscura ingår i släktet Cubilia och familjen långhorningar.
Artens utbredningsområde är Malawi. Inga underarter finns listade i Catalogue of Life.